# شاه، دزد، وزیر
شاه، دزد، وزیر، یکی از بازی‌های سنتی است. هدف این بازی نمایش‌گونه، تقویت مهارت‌های کلامی، صحبت کردن و نظر دادن در جمع است.

## وجه تسمیه
نام بازی، از روی مهم‌ترین نقش‌های بازی انتخاب شده‌است؛ یعنی نقش‌هایی که دارای اهمیت بالایی هستند و در واقع نقش‌های اساسی بازی هستند. «جلاد» نیز یکی از نقش‌های اصلی بازی را دارد. اما به‌طور مرسوم در نام بازی ذکر نمی‌شود و یکی از ۳ نام ذکر شده اغلب مورد استفاده قرار می‌گیرد.

## بازی

### تعداد افراد بازی
این بازی حداقل ۴ نفره انجام می‌شود و برای حداکثر تعداد افراد، محدودیتی ندارد. اما با افزایش تعداد افراد، کار 'وزیر' سخت‌تر می‌شود؛ و به همین دلیل، معمولاً تعداد افراد از ۱۰ نفر بیشتر نیست.

### روش بازی
برای این بازی به چند تکه کاغذ و یک خودکار نیاز است. در ابتدا، روی تکه کاغذهای کوچک و هم شکلی، عبارات 'شاه'، 'وزیر'، 'دزد' و 'جلاد' نوشته می‌شود. این ۴ نقش، نقش‌های اصلی بازی هستند و به همین دلیل است که این بازی حداقل ۴ نفره انجام می‌شود. در صورتی که تعداد افراد بیشتر باشد، نقش‌های دلخواه دیگری به تعداد کاغذها اضافه می‌شود. این نقش‌ها در بازی کار خاصی انجام نمی‌دهند و فقط کار وزیر را در پیدا کردن دزد مشکل می‌کنند.
سپس افراد به صورت یک دایره دور هم می‌نشینند و یکی از افراد، کاغذهای تا کرده را که خوب مخلوط شده‌اند، در وسط می‌ریزد. هر شخصی یک کاغذ برمی‌دارد و آن را باز کرده؛ نقش خود را در آن دور از بازی مشاهده می‌کند و تا آخر آن دور بازی، کاغذ را در دست خود نگه می‌دارد.
شخصی که 'شاه' شده، با صدای بلند می‌گوید: "وزیر من کیست؟" و شخصی که وزیر شده، می‌گوید: "من هستم". سپس شاه دستور می‌دهد که از بین بازیکنان، دزد را پیدا کند. حال وزیر باید از روی حالات چهره و حرکات و رفتار بازیکنان، تشخیص دهد که کدام یک «دزد» است.
پس از این که وزیر شخصی را به عنوان دزد معرفی کرد، آن شخص اعتراف می‌کند که دزد است یا انکار می‌کند و برای رفع اتهام باید کاغذ خود را به وزیر نشان دهد. اگر دزد به درستی تشخیص داده شود، باید مجازات شود و اگر به اشتباه تشخیص داده شود، نشان از بی‌لیاقتی وزیر است و وزیر باید مجازات شود.
در این مرحله، شاه به «جلاد» دستور می‌دهد که شخص مجازات شونده را مجازات کند. مجازات به انتخاب شاه و بسته به سن افراد متفاوت است. مجازات‌های معروف برای ردهٔ سنی کودکان، 'سیبیل آتشی' و 'سیبیل پنبه‌ای' هستند. در 'سیبیل آتشی'، جلاد محل سیبیل مجازات شونده (بالای لب) را با ناخن‌های انگشت شست خود از وسط به دو طرف کشیده و معمولاً سرخی اثر آن می‌ماند. در 'سیبیل پنبه‌ای' که مجازات سبک تری است، جلاد این کار را با انگشت‌های شست (و نه ناخن‌های انگشت شست) انجام می‌دهد.
با مجازات شخص خطاکار (دزد یا وزیری که اشتباه کرده‌است)، یک دور از بازی پایان می‌یابد. سپس همه کاغذهای خود را تا کرده و مخلوط می‌کنند و به وسط می‌اندازند و دور جدید بازی شروع می‌شود.